# حفلة العزوبية

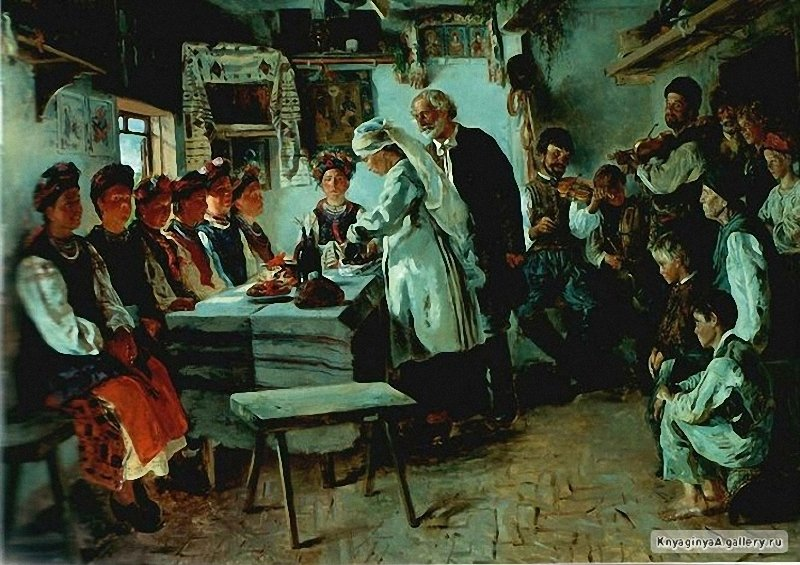
حفلة عزوبية - 1882

حفلة العزوبية في (الولايات المتحدة الأمريكية) للمرأة التي على وشك الزواج. صممت الحفلة على غرار حفلات توديع العزوبية ،  وتعد من الناحية التاريخية عشاءًا يقدمه العريس لأصدقائه قبل وقت قصير من زفافه. وتعتبر ذات سمعة سيئة باعتبارها «وداعًا للأيام العزوبية مقترنةً بمعاقرة الخمر» أو «أمسية من المجون». ويمكن أن تكون على الرغم من ذلك مجرد حفلات تكريم للفتيات اللائى على وشك الزواج، بأسلوب شائع لتلك الدائرة الاجتماعية.